# Spetsnaz
Spetsnaz (tiếng Nga: спецназ, IPA: [spʲɪtsˈnas]; là viết tắt cho Войска специа́льного назначе́ния; tr. Voyska spets ialnovo naz nacheniya; phát âm [vɐjˈska spʲɪtsɨˈalʲnəvə nəznɐˈtɕenʲɪjə] [ tiếng Anh: Special Purpose Forces; "Đơn vị quân sự có nhiệm vụ đặc biệt"]) là một thuật ngữ chung chỉ nhiệm vụ đặc biệt trong tiếng Nga và trong nhiều quốc gia hậu Xô Viết. Trong lịch sử, thuật ngữ này nói đến các đơn vị hoạt động đặc biệt được kiểm soát bởi Tổng cục Tình báo GRU (Spetsnaz GRU) và mô tả lực lượng đặc nhiệm của các bộ khác (như Bộ Nội vụ ODON và đơn vị cứu hộ đặc biệt của Bộ Quốc phòng) tại các nước hậu Xô Viết. Lực lượng đặc nhiệm Nga đội các loại mũ nồi màu khác nhau tùy vào nhánh lực lượng vũ trang mà họ phục vụ. Gồm:
- Lực lượng mặt đất và Lực lượng Đổ bộ đường không Nga (Lính dù VDV) - Mũ nồi xanh
- Hải quân Nga và Thủy quân lục chiến Nga - Mũ nồi đen
- Vệ binh quốc gia - Mũ nồi màu hạt dẻ

Vì Spetsnaz là thuật ngữ của Nga nên nó thường liên quan đến các đơn vị đặc biệt của Nga, nhưng các quốc gia hậu Xô Viết khác cũng dùng từ này để chỉ các đơn vị lực lượng đặc biệt của họ vì các quốc gia này cũng thừa hưởng các đơn vị đặc biệt từ các cơ quan an ninh của Liên Xô cũ. Lữ đoàn Spetsnaz thứ năm của Belarus hoặc Nhóm Alpha của Cục An ninh Ukraine là những ví dụ của các lực lượng Spetsnaz không thuộc Nga.

## Nguồn gốc

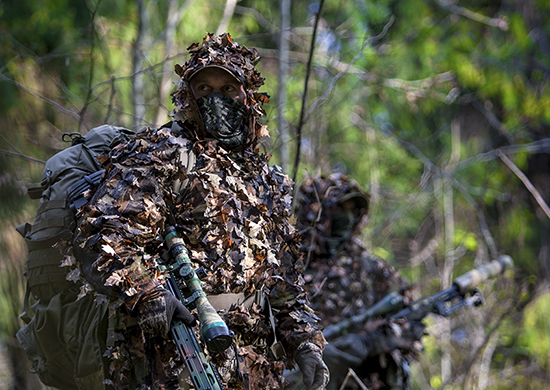
Lính bắn tỉa của Spetsnaz.

### Thế chiến thứ hai

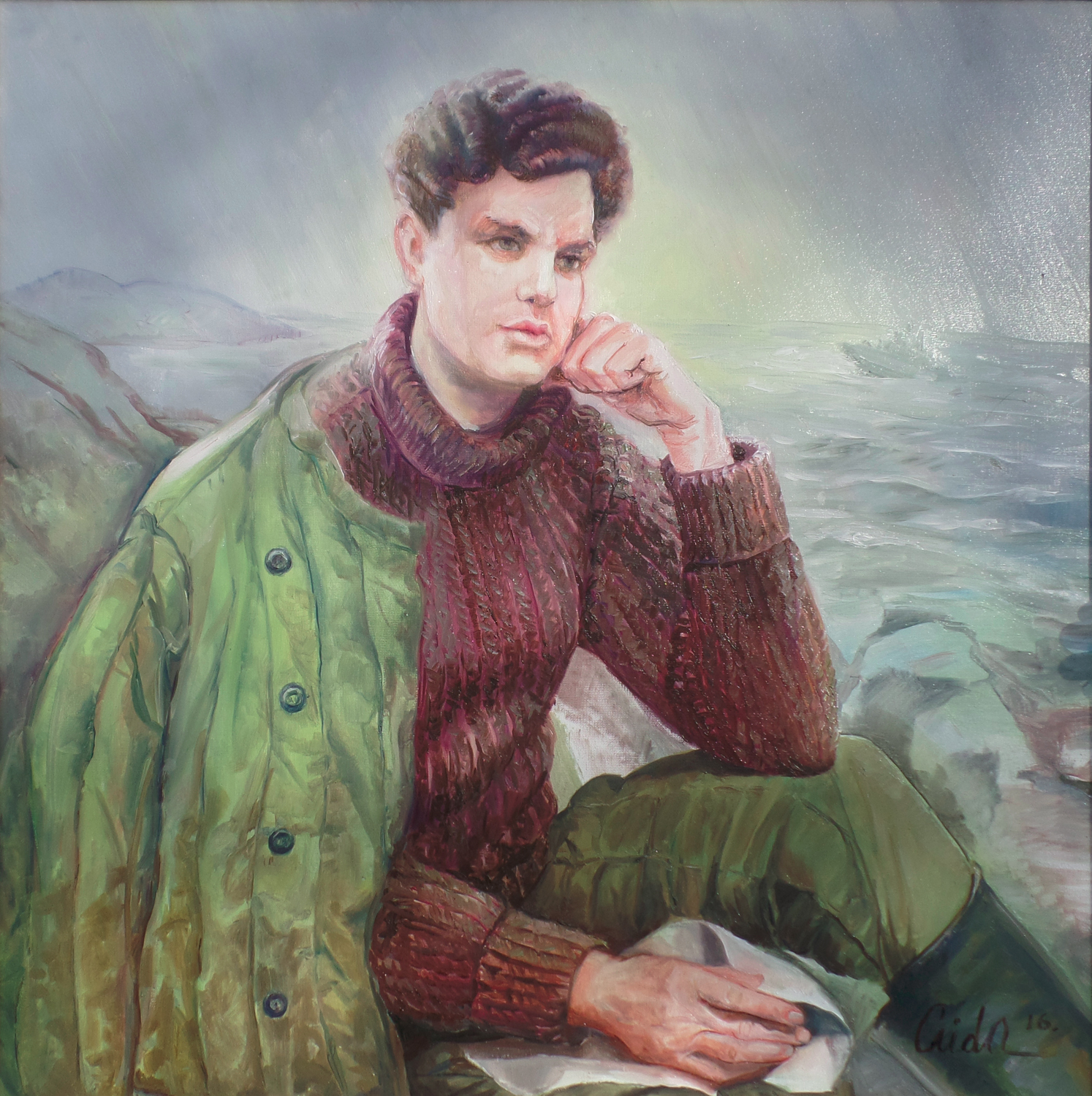
Viktor Leonov đã giúp đặt nền móng cho Hải quân Spetsnaz hiện đại.

### Chiến tranh Việt Nam

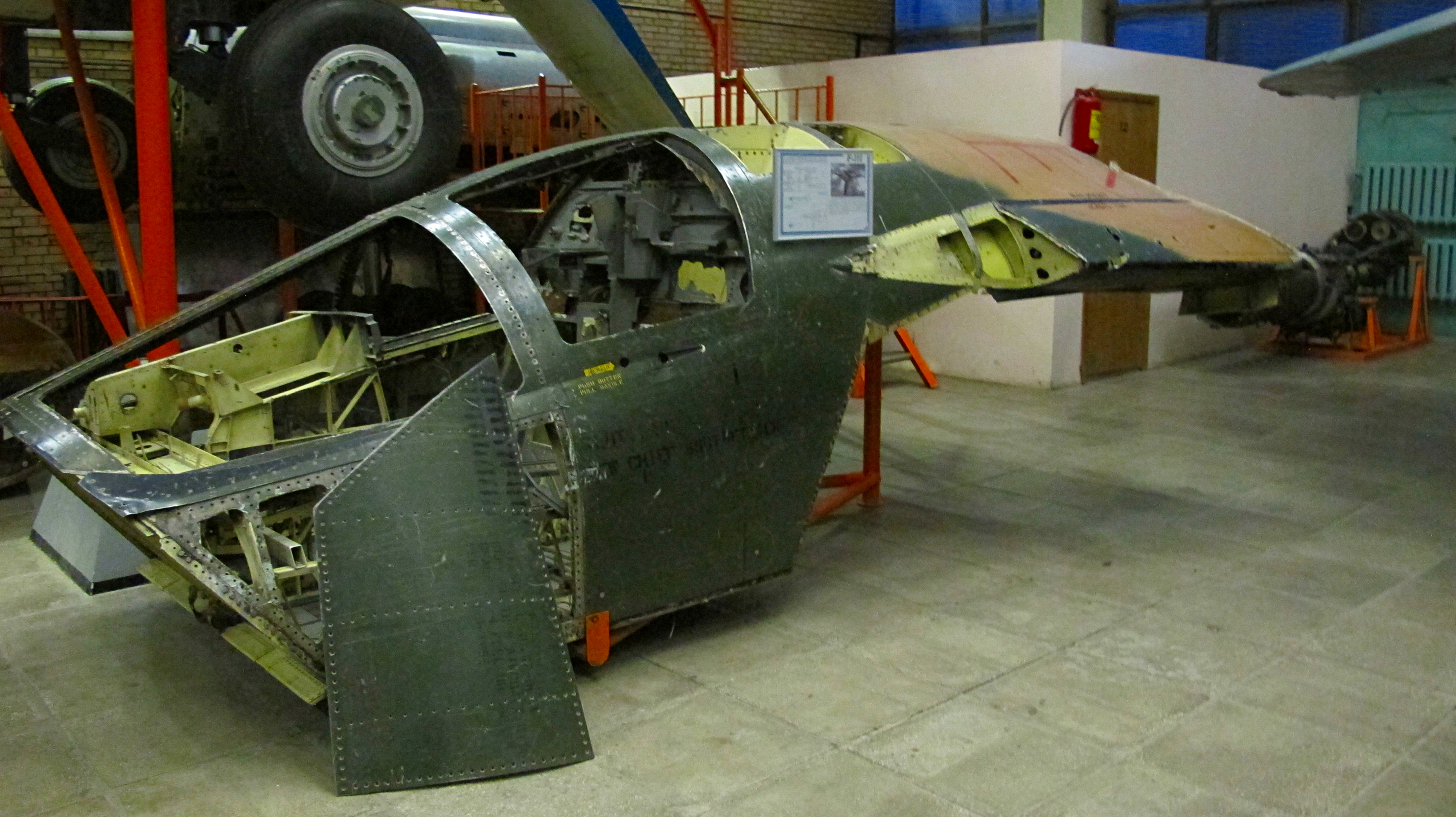
Bộ phận của máy bay F-111 A tại bảo tàng hàng không Moscow

### Chiến tranh Liên Xô - Afghanistan

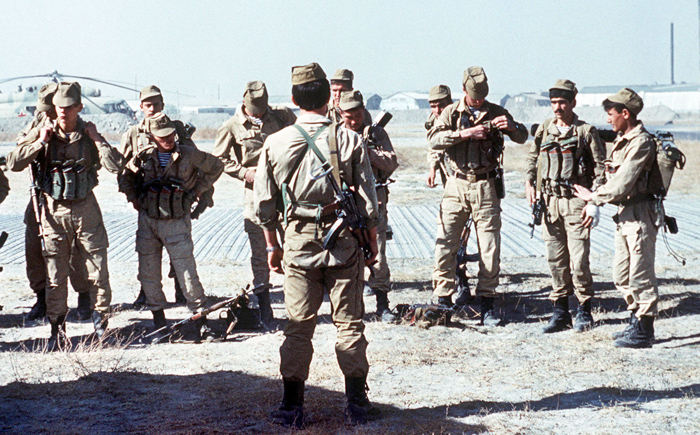
Quân cảnh chuẩn bị cho một nhiệm vụ ở Afghanistan.

#### Khủng hoảng con tin ở bệnh viện Budyonnovsk

Lực lượng Spetsnaz trong cuộc xung đột Dagestan năm 1999.

#### Vụ tấn công trường Beslan

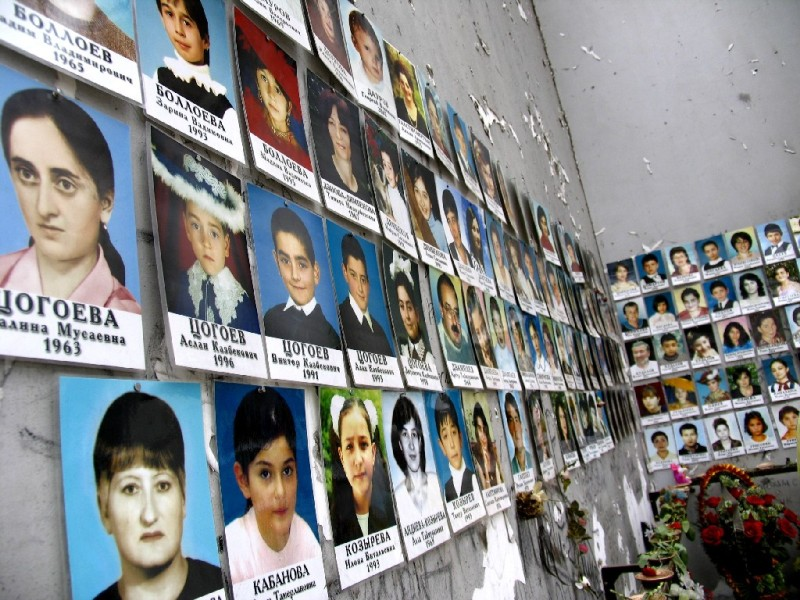
Hình ảnh các nạn nhân trường Beslan.